# جوليوس وود
جوليوس وود (مواليد 2 مايو 2001) لاعب كرة قدم أمريكية محترف في مركز أمان فريق تينيسي تايتنز في دوري كرة القدم الأمريكية (NFL). لعب كرة القدم الجامعية مع فريق إيست كارولينا بايرتس، ووقع عقدًا مع فريق دالاس كاوبويز كلاعب حر غير مُختار بعد اختيار اللاعبين في درافت دوري كرة القدم الأمريكية لعام 2024.

## بداياته
التحق وود بمدرسة والنات ريدج الثانوية. في سنته الأخيرة، حقق 90 تدخلًا (18 منها خسارة)، و5.5 إيقافات، و19 استقبالًا لمسافة 275 ياردة، و7 هبوطات.

## المسيرة الجامعية
التحق وود بكلية بلين. في سنته الأولى، شارك في 9 مباريات، محققًا 36 تدخلًا (1.5 للخسارة) واستعاد الكرة مرتين. وفي سنته الثانية، شارك في 3 مباريات، محققًا 19 تدخلًا.
انتقل بعد موسمه الثاني إلى جامعة إيست كارولينا. في عام 2021 كطالب في السنة الثالثة، شارك في جميع المباريات الـ 12 كلاعب أمان احتياطي، ولعب بشكل أساسي في الفرق الخاصة. حقق 10 تدخلات دفاعية و6 تدخلات في الفرق الخاصة. وحقق 4 تدخلات (واحدة منها للخسارة) ضد جامعة تيمبل.
وفي السنة الأخيرة كطالب عام 2022، بدأ في مركز الأمان 12 مباراة من أصل 13 مباراة ، وقاد الفريق بـ 87 تدخلًا. كما جمع 1.5 تدخلًا للخسارة، واعتراضين، و4 تمريرات مفككة، وضغطًا واحدًا على لاعب الوسط، و3 تمريرات إجبارية. حقق 11 تدخلًا ضد جامعة تيمبل. وحصل على جائزة أفضل لاعب دفاعي في الأسبوع من المؤتمر لأدائه ضد جامعة ممفيس، حيث حقق 11 تدخلًا وأعاد اعتراضًا محققًا هبوطًا من مسافة 47 ياردة.
كطالبٍ في السنة الأخيرة من الجامعة عام 2023، بدأ جميع المباريات الـ 12 أساسيًا، متصدرًا الفريق للموسم الثاني على التوالي في إجمالي التدخلات برصيد 86. كما حقق اعتراضين، وكسر تمريرة واحدة، و3 تدخلات للخسارة، وضغطًا واحدًا على لاعب الوسط. كما حقق 11 تدخلًا ضد جامعة تكساس في سان أنطونيو.

## المسيرة المهنية

### دالاس كاوبويز
تم التعاقد مع وود كلاعب حر غير مسجل من قبل فريق دالاس كاوبويز بعد مشروع اتحاد كرة القدم الأميركي لعام 2024 في 9 مايو. وتم التنازل عنه في 27 أغسطس 2024.

### تينيسي تيتانز
تم استبعاد وود من قبل فريق تينيسي تيتانز في 28 أغسطس 2024. في 3 ديسمبر 2024، تم إيقاف وود لست مباريات لانتهاكه سياسة اتحاد كرة القدم الأميركي المتعلقة بالمنشطات المعززة للأداء، مما أجبره على الغياب عن بقية موسمه الأول وأول مباراة في موسمه التالي. أنهى موسم 2024 بتدخلين ولعب تسع مباريات.